# Oʻzbekiston PFL (2017)
Oʻzbekiston PFL (2017) – 26. edycja najwyższej piłkarskiej klasy rozgrywkowej w Uzbekistanie. W rozgrywkach wzięło udział 16 drużyn. Beniaminkiem była drużyna Dinamo Samarkanda. Tytuł obroniła drużyna Lokomotiv Taszkent - był to dla nich drugi tytuł mistrzowski. Tytuł króla strzelców zdobył Marat Bikmayev, który w barwach klubu Lokomotiv Taszkent strzelił 26 goli.

## Tabela końcowa
| Lp. | Drużyna            | M  | Z  | R  | P  | Bramki | Bramki | Różn. | Pkt | Uwagi                                 |
| --- | ------------------ | -- | -- | -- | -- | ------ | ------ | ----- | --- | ------------------------------------- |
| 1   | Lokomotiv Taszkent | 30 | 22 | 4  | 4  | 67     | 20     | +47   | 70  | Liga Mistrzów AFC • Faza grupowa      |
| 2   | Nasaf Karszy       | 30 | 20 | 2  | 8  | 58     | 18     | +40   | 62  | Liga Mistrzów AFC • Runda play-off    |
| 3   | Paxtakor Taszkent  | 30 | 18 | 5  | 7  | 44     | 28     | +16   | 59  | Liga Mistrzów AFC • Runda play-off    |
| 4   | Bunyodkor Taszkent | 30 | 14 | 10 | 6  | 47     | 29     | +18   | 52  |                                       |
| 5   | Navbahor Namangan  | 30 | 12 | 10 | 8  | 40     | 37     | +3    | 46  |                                       |
| 6   | FK Buxoro          | 30 | 13 | 7  | 10 | 42     | 40     | +2    | 46  |                                       |
| 7   | Mash'al Muborak    | 30 | 12 | 8  | 10 | 37     | 31     | +6    | 44  |                                       |
| 8   | Olmaliq FK         | 30 | 12 | 8  | 10 | 31     | 32     | −1    | 44  |                                       |
| 9   | Kokand 1912        | 30 | 11 | 8  | 11 | 42     | 47     | −5    | 41  |                                       |
| 10  | Metallurg Bekobod  | 30 | 12 | 4  | 14 | 40     | 39     | +1    | 40  |                                       |
| 11  | Qizilqum Zarafshon | 30 | 9  | 10 | 11 | 31     | 40     | −9    | 37  |                                       |
| 12  | Dinamo Samarkanda  | 30 | 8  | 8  | 14 | 21     | 35     | −14   | 32  | Spadek do O‘zbekiston birinchi ligasi |
| 13  | So'g'diyona Dżyzak | 30 | 8  | 7  | 15 | 33     | 51     | −18   | 31  | Spadek do O‘zbekiston birinchi ligasi |
| 14  | Sho'rtan G'uzor    | 30 | 8  | 3  | 19 | 28     | 52     | −24   | 27  | Spadek do O‘zbekiston birinchi ligasi |
| 15  | Neftchi Fergana    | 30 | 6  | 9  | 15 | 23     | 48     | −25   | 27  | Spadek do O‘zbekiston birinchi ligasi |
| 16  | Obod Taszkent      | 30 | 2  | 3  | 25 | 15     | 52     | −37   | 9   | Spadek do O‘zbekiston birinchi ligasi |

## Najlepsi strzelcy
| LP | Piłkarz              | Drużyna            | Bramki |
| -- | -------------------- | ------------------ | ------ |
| 1  | Marat Bikmayev       | Lokomotiv Taszkent | 26     |
| 2  | Dragan Ćeran         | Nasaf Karszy       | 19     |
| 3  | Sanjar Rashidov      | Soʻgʻdiyona Dżyzak | 14     |
| 3  | Dostonbek Khamdamov  | Bunyodkor Taszkent | 14     |
| 5  | Igor Sergeyev        | Paxtakor Taszkent  | 13     |
| 6  | Zakhid Abdullayev    | Metallurg Bekobod  | 12     |
| 7  | Sukhrob Berdyev      | Kokand 1912        | 11     |
| 8  | Ivan Nagaev          | FK Buxoro          | 10     |
| 8  | Bakhrom Abdurakhimov | Nasaf Karszy       | 10     |